# Angela Bettis
Angela Marie Bettis (Austin (Texas), 9 januari 1973) is een Amerikaans actrice. Ze won voor haar hoofdrol in de horrorfilm May vier prijzen, waaronder die voor beste actrice op het Filmfestival van Sitges en de Zilveren Raaf op het Brussels International Festival of Fantasy Film.
Bettis behoort tot een groep acteurs die regelmatig verschijnt in films van regisseur Lucky McKee, zoals May, Sick Girl (uit de Masters of Horror-serie), The Woods en Blue Like You. Hij speelde op zijn beurt de hoofdrol in Bettis' regiedebuut Roman uit 2006.
Bettis trouwde in 2001 met Kevin Ford, die werkt als scriptschrijver, filmproducent en -regisseur. Samen met hem schreef ze het script voor de film People Are Dead (2002). Later speelde ze ook in de door hem geregisseerde films Hollywould, Last Days of America (televisiefilm) en When Is Tomorrow.
Bettis heeft een tweelingbroer genaamd Joseph.

## Filmografie
- Our Little Secret (2017)
- Song to Song (2017)
- Legs (2015)
- Twisted Tales (2013)
- The Woman (2011)
- All My Friends Are Funeral Singers (2010)
- Drones (2010)
- Blue Like You (2008)
- Wicked Lake (2008)
- Scar (2007)
- When Is Tomorrow (2007)
- Roman (2006, stem)
- The Woods (2006, stem)
- Masters of Horror: Sick Girl (2006)
- The Circle (2005)
- Last Days of America (2005, televisiefilm)
- Love Rome (2004)
- Toolbox Murders (2003)
- Hollywould (2003)
- Carrie (2002, televisiefilm)
- Coastlines (2002)
- May (2002)
- People Are Dead (2002)
- The Ponder Heart (2001, televisiefilm)
- Vallen (2001, aka Falling)
- The Flamingo Rising (2001, televisiefilm)
- Perfume (2001)
- Bless the Child (2000)
- Girl, Interrupted (1999)
- The Last Best Sunday (1999)
- Storia di una capinera (1993, aka Sparrow)

- Biblioteca Nacional de España: XX1733375
- Bibliothèque nationale de France: cb141556881 (data)
- Catàleg d'autoritats de noms i títols de Catalunya: 981058519959206706
- Gemeinsame Normdatei: 14082426X
- International Standard Name Identifier: 0000 0000 7841 5266
- Library of Congress Control Number: no2005043921
- Nationale Bibliotheek van Tsjechië: xx0152158
- Nederlandse Thesaurus van Auteursnamen: 182367010
- Virtual International Authority File: 107806225
- WorldCat: E39PBJy8xvCJpdDdX83FWYGrbd